# Antonio Maspes
Antonio Maspes (14 de janeiro de 1932 — 19 de outubro de 2000) foi um ciclista de pista italiano que correu profissionalmente entre o ano de 1952 e 1968.
Excelente velocista, dedicou-se ao ciclismo de pista, onde obteve grandes conquistas. Como profissional, ele ganhou, entre muitas outras corridas, sete campeonatos mundiais e onze campeonatos nacionais em provas de velocidade. Antes, como amador, ele participou nos Jogos Olímpicos de 1952 em Helsinque, na Finlândia, onde conquistou uma medalha de bronze na prova de tandem, juntamente com Cesare Pinarello.

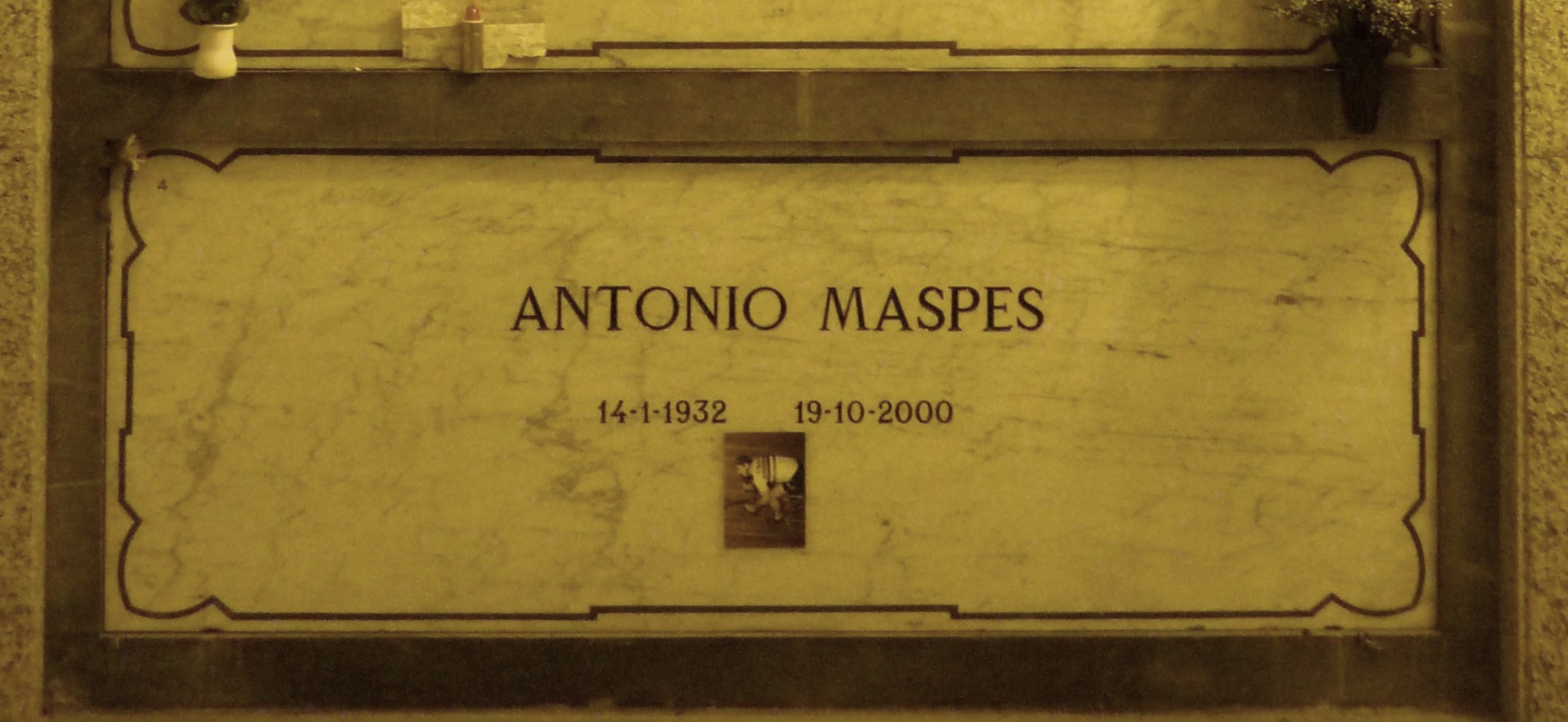
Túmulo de Maspes no Cemitério Monumental de Milão, em 2015

Após sua morte, o Velódromo Vigorelli, em Milão, onde Maspes começou com competições de corrida, foi renomeado como Velódromo Maspes-Vigorelli, em sua homenagem.

## Palmarès
1948
1º, Coppa Caldirola
1949
1º, Velocidade, Campeonato Nacional
1952
1º, Velocidade, Campeonato Nacional
3º, Tandem
1953
1º, Velocidade, Campeonato Nacional
1954
3º, GP de Paris, Velocidade
1º, Velocidade, Campeonato Nacional
1955
1º, Campeonato Mundial, velocidade profissional, Milão
1956
3º, GP de Paris
1º, Velocidade, Campeonato Nacional
1º, Campeonato Mundial, velocidade profissional, Copenhague
1957
1º, Velocidade, Campeonato Nacional
1958
3º, Campeonato Mundial, velocidade profissional, Paris
1959
1º, Velocidade, Campeonato Nacional
1º, Campeonato Mundial, velocidade profissional, Amsterdã
1960
1º, GP de Paris, Velocidade
1º, Velocidade, Campeonato Nacional
1º, Campeonato Mundial, velocidade profissional, Leipzig
1961
1º, GP de Paris, Velocidade
1º, Velocidade, Campeonato Nacional
1º, Campeonato Mundial, velocidade profissional, Zurique
1962
1º, GP de Paris, Velocidade
1º, Velocidade, Campeonato Nacional
1º, Campeonato Mundial, velocidade profissional, Milão
1963
1º, GP de Paris, Velocidade
1º, Velocidade, Campeonato Nacional
2º, Campeonato Mundial, velocidade profissional, Rocourt
1964
1º, GP de Paris, Velocidade
1º, Campeonato Mundial, velocidade profissional, Paris
2º, Velocidade, Campeonato Nacional
1965
1º, Velocidade, Campeonato Nacional